# Maria José Estanco
Maria José Brito Estanco Machado da Luz, conhecida como Maria José Estanco (Loulé, 26 de março de 1905 – Lisboa, 30 de setembro de 1999), foi a primeira arquiteta graduada em Portugal. Teve uma vida intensa dedicada ao ensino, foi uma pacifista, defensora dos direitos das mulheres e membro do Movimento Democrático de Mulheres.

## Percurso
Maria José Estanco, filha Maria da Conceição de Brito Estanco e de Joaquim Francisco do Estanco, nasceu na freguesia de São Clemente, no concelho de Loulé, no Algarve. Era prima direita do historiador sambrazense Manuel Francisco do Estanco Louro e de sua filha a professora antifascista  Maria Lucília Estanco Louro. 
O percurso académico de Maria José Estanco começou com o ingresso na formação para ser professora liceal e depois entrou para o curso de Pintura da Escola de Belas Artes de Lisboa. Posteriormente, trocaria Pintura por Arquitectura.
Quando Maria José Estanco tem 21 anos, faz uma viagem, com a sua mãe, para o Brasil. Aqui vai assistir ao nascimento de Marília, uma nova cidade no interior do Estado de São Paulo. Quando regressa a Lisboa abandona o curso de Pintura e ingressa em Arquitectura, sendo a única mulher numa turma de homens.
A 12 de Abril de 1930, casa com o pintor neo-realista Raimundo Machado da Luz (1903-1985). A 26 de Abril de 1942, nasceu Manuel José Estanco Machado da Luz, único filho do casal e que viria também a ser arquitecto, cineclubista e crítico de cinema. Manuel Machado da Luz falecerá a 12 de Setembro de 1997 e Maria José Estanco ficará emocionalmente muito abalada a partir daí e até à sua morte, em 1999.
Maria José Estanco termina a parte curricular do curso de Arquitectura em 1935 e apresenta e defende, em 1942, o seu projecto para "Um Jardim-Escola no Algarve" para o Concurso para Obtenção do Diploma de Arquitecto (CODA) e torna-se a primeira mulher portuguesa a ter um diploma de arquitecto, obtendo 16 valores.  O jornal O Século publicou, a 28 de Junho de 1943, a notícia: “A primeira arquitecta portuguesa defendeu a tese na Escola de Belas Artes e foi aprovada". Em 1945, a revista Arquitectura Portuguesa e Cerâmica e Edificação publica o seu projecto, com direito a chamada de capa e descrição pormenorizada no seu interior.
Apesar do percurso académico relevante, chegando a ganhar o prémio de Melhor Aluno de Arquitectura, em 1942, Maria José Estanco nunca conseguiu trabalhar em ateliês de arquitectura ou em câmaras municipais. Acabou por dedicar a sua vida ao ensino em diversas escolas e liceus, tendo sido professora dos liceus D. Filipa de Lencastre, Maria Amélia Vaz de Carvalho, Passos Manuel e no Instituto de Odivelas. Deu igualmente aulas de desenho e pintura, a título gratuito a reclusos do Estabelecimento Prisional de Linhó. 
A cidade de Lisboa tem, desde 2009, uma rua com o seu nome, a Rua Maria José Estanco, entre a Azinhaga da Torre do Fato e a Rua Prista Monteiro, na freguesia de Carnide.

## Reconhecimento e Prémios
- 1942 - O Melhor Aluno de Arquitectura da Escola de Belas Artes de Lisboa.[1] [2]
- 1992 - Distinção de Honra do Movimento Democrático de Mulheres.[2]

## Obra
- 1947-1948 - Casa em São Pedro de Moel, Marinha Grande, distrito de Leiria, em Portugal.[5]